# Cevariye Mecitova
Cevariye Mecitova (n. 7 octombrie 1913, Cealtemir⁠(d), volostea Petrovskaia⁠(d), gubernia Taurida, Imperiul Rus – d. 4 septembrie 1992, Toshkent, Uzbekistan) a fost o poetă și pedagogă tătară crimeeană.

## Biografie
S-a născut la 7 octombrie 1913 în satul Çaltemir. Tatăl, Abdulmecit, era de meserie măcelar. Mama, Resimhan, era casnică. În total, în familie erau cinci copii.
După ce a absolvit școala în satul natal, a mers la studii la Colegiul Pedagogic din Ialta. A lucrat ca învățătoare de clase primare la școala de pe lângă Uzina metalurgică din Kerci⁠(d). În aceeași perioadă, scria poezii, pe care le publica într-un ziar pentru adolescenți.
În 1935 a intrat la Facultatea de Limbă și Literatură Tătară Crimeeană a Institutului Pedagogic de Stat din Crimeea „M. V. Frunze”⁠(d). A studiat împreună cu Amet Mefaev, Yunus Temirkay și Riza Khalid, care mai târziu au devenit scriitori. În timpul studiilor, Mecitova s-a arătat interesată de folclor. În 1938, a scris o poezie dedicată zborului non-stop dintre Moscova și Orientul Extrem⁠(d), care a fost publicată în ziarul „Yañı dünya⁠(d)” („Lumea nouă”), apoi tradusă în rusă în ziarul „Krasnîi Krîm⁠(d)” („Crimeea Roșie”). După absolvirea Institutului Pedagogic în 1939, a început să lucreze la Institutul de Cercetare a Limbii și Literaturii „A. S. Pușkin” în calitate de asistent de cercetător. În același timp a lucrat la teza sa de doctorat „Imaginea femeii în folclorul poporului tătar crimeean” și a întreprins multiple expediții folclorice.
În timpul celui de-al doilea război mondial a locuit în satul crimeean Taqıl, unde a lucrat ca profesoară. În 1944 a fost deportată la Tașkent. Datorită studiilor superioare, a fost angajată ca economistă la uzina „Prodmaș”. Din cauza penuriei de profesori, a început să predea limba rusă într-o școală rurală. Ulterior a lucrat ca metodolog în raionul Ordjonikidzevsk, fiind concediată la scurt timp. A lucrat și ca bibliotecară timp de cinci ani.
După anularea regimului de colonii obligatorii, Mecitova a avut funcția de director al unor școli uzbece și kazahe. În 1965 s-a mutat la Circik. Publica regulat în ziarul „Lenin Bayrağı⁠(d)” și în revista „Yıldız”. A publicat patru culegeri de poezii – în 1970, 1972, 1974 și 1987 – iar în 1980 a publicat o carte.
A decedat la 4 septembrie 1992 la Tașkent.

## Memorie și recunoaștere
La 4 octombrie 2013, la aniversarea a 100 de ani de la nașterea poetei, la Simferopol a avut loc o serată în memoria ei.

## Viață personală
Cevariye Mecitova s-a căsătorit în Uzbekistan. Fiica Seiyare Mecitova (n. 1950) este o jurnalistă și publicistă.